# Resia
Pour genre botanique, voir Resia (plante).
 (mai 2017).
Si vous disposez d'ouvrages ou d'articles de référence ou si vous connaissez des sites web de qualité traitant du thème abordé ici, merci de compléter l'article en donnant les références utiles à sa vérifiabilité et en les liant à la section « Notes et références ».
Resia (Rèsie en frioulan, Rezija en slovène) est une commune d'environ 1200 habitants, située dans la Val Resia (province d'Udine, région autonome du Frioul-Vénétie Julienne en Italie). Il s'agit d'un comune sparso, aucun des hameaux du regroupement communal ne portant ce nom. Ses habitants parlent une variété archaïque de slave, le résian, considérée comme un dialecte proche de la famille du slovène.

## Administration
| Période                                  | Période | Identité | Étiquette | Qualité |
| ---------------------------------------- | ------- | -------- | --------- | ------- |
|                                          |         |          |           |         |
| Les données manquantes sont à compléter. |         |          |           |         |

### Hameaux
La vallée comporte plusieurs hameaux rassemblés en une seule commune :
- Prato di Resia (siège de la commune)
- San Giorgio di Resia
- Oseacco
- Stolvizza
- Coritis
- Gniva
- Lischiazze
- Gost
- Sella Carnizza
- Uccea
- Poclanaz
- Tigo

### Communes limitrophes
Chiusaforte, Lusevera, Resiutta, Venzone, Bovec (SLO)

### Traditions et culture

#### Langue
...

#### Folklore

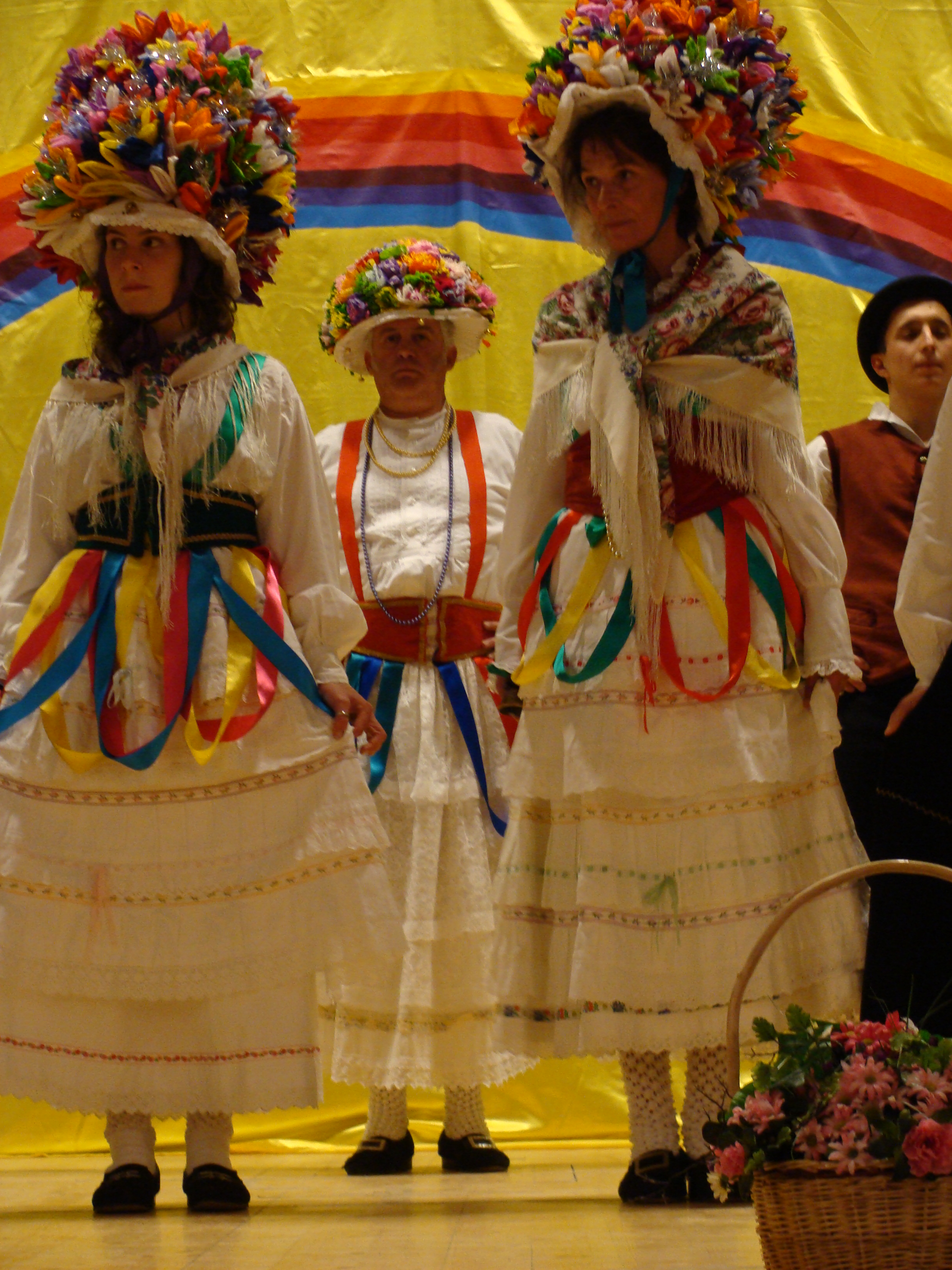
Costumes folkloriques de Resia.

Resia possède l'un des plus anciens groupes folkloriques du vieux continent et un patrimoine musical particulier.